# Locris passauae
Locris passauae är en insektsart som beskrevs av Victor Lallemand 1949. Locris passauae ingår i släktet Locris och familjen spottstritar. Inga underarter finns listade i Catalogue of Life.